# Competing cousins
Competing cousins er en dansk oplysningsfilm fra 2007, der er instrueret af Anders Emil Rasmussen og Henrik Hvenegaard Mikkelsen.

## Handling
På den lille ø Mbuke i Stillehavet er folk vilde med sportskonkurrencer. Fætre udfordrer hinanden i fodbold og kano-sejlads med et humoristisk glimt i øjet. I filmen følger man Tatut, som deltager i konkurrencerne samtidig med, at han forklarer konkurrencens rolle i forhold til kulturen på Mbuke.